# Euconosia xylinoides
Euconosia xylinoides là một loài bướm đêm thuộc phân họ Arctiinae, họ Erebidae.